# Миролюбівська сільська рада (Синельниківський район)
| Миролюбівська сільська рада — колишній орган місцевого самоврядування у Синельниківському районі Дніпропетровської області з адміністративним центром у с. Миролюбівка. Сільській раді підпорядковані населені пункти: - с. Миролюбівка - с. Андріївка - с. Новий Посьолок - с. Новочернігівське - с. Партизани - с. Терса |

## Склад ради
Рада складалася з 16 депутатів та голови.

## Керівний склад сільської ради
| ПІБ                      | Основні відомості                                                                     | Дата обрання | Дата звільнення |
| ------------------------ | ------------------------------------------------------------------------------------- | ------------ | --------------- |
| Варава Анатолій Іванович | Сільський голова, 1959 року народження, освіта, член Партії регіонів                  | 26.03.2006   | 31.10.2010      |
| Варава Анатолій Іванович | Сільський голова, 1959 року народження, освіта середня загальна, член Партії регіонів | 31.10.2010   |                 |

Примітка: таблиця складена за даними джерела